# ليالينا 80
ليالينا 80 مسلسل مصري من بطولة غادة عادل واياد نصار وخالد الصاوي وصابرين، من تأليف أحمد عبد الفتاح ومن إخراج أحمد صالح.

## قصة المسلسل
تدور الأحداث في الثمانينات حول حياة هشام، الذي يعود من العمل بالخليج وتتغير حياته بعد حادث سيارة تتعرض له ابنته جميلة مع السائق راضي، ويبدأ في ملاحظة ما لا يعلمه عن زوجته مريم.

## طاقم العمل
- غادة عادل: مريم زوجة هشام
- إياد نصار: هشام الحلواني
- خالد الصاوي: جلال أخو هشام
- صابرين: رقية

| - نيرة عارف - محمد عادل: راضي أبن رقية - نهى عابدين: بدرية - محمد الشقنقيري: مدحت مدير مريم - محمد علي رزق: مرتضي زوج بنت جلال - هبة عبد الغني: راوية أخت بدرية - حسني شتا: مجدي - سناء شافع: فاروق الليثي - رنا رئيس: جميلة هشام - هاجر الشرنوبي: فاطمة بنت رقية - أحلام الجريتلي: حماة رقية | - محمد رشاد - أشرف زكي: عزيز - نورهان: ناهد زوجة جلال - ماجدة منير: أم مجدي - صبري عبد المنعم: والد مجدي - حمدي السيد - هشام الشاذلي: جمال الميكانيكي - لبنى ونس: محروسة الدجالة - أسامة نعيم: المعلم صاحب الفرن - محمد أشرف: رزق الميكانيكي | - محمد العمروسي: كمال مساعد مرنضى - دعاء حكم - نيرة عارف: من العاملات في مصنع مرتضى - أحمد كشك - أحمد عبد الله - عمر زهران: المحامي شريف زوج غادة - ياسمين كساب: غادة - حسان العربي: صاحب الكباريه - أمجد عابد: رياض - منة عرفة: نجوي بنت بدرية | - أميرة شرابي: صديقة مريم - محمد المغربي: زين الخواجة صاحب نادي الفيديو - جودي ياسر:طفلة - أمينة مغربي: نهلة زوجة هشام - جيهان أنور: سوسن أخت مرتضى - ندى بهجت: سعاد أخت مرتضى - سارة التونسي: زينب جلال - سلمى الجزايرلي: طفلة |

أشترك في التمثيل - أمل عيد - ريم صبري - شيماء أحمد - يوسف منير مكرم - أحمد عرفان - محمود بشير - إيمان سالم: زوجة البواب - سلمى دهب: نهى خادمة جلال - أحمد عوني - أشرف خاطر - صافي ياسين+ - أحمد النمرسي:د. محمد - أحمد سند:طبيب - عبد المنعم المرصفي:طبيب - أمل عرنوس - دينا قدري+ - شيماء معتوق+ - ممدوح سالم - محمد أبو الدهب - خالد بدوي - سيد البطاوي - محمد دياب - أشرف الديب - ياسر جودة - وليد عزت - علي جمال الدين - تامر العربي - محمد دسوقي: الشيخ كرم - محمد فتحي - بيتر أشرف - عبيده أبو الورد - أيسل محمد حسن:طفل - دياب: الشيخ يوسف - رضوى جودة - أحمد عبد المنعم - ناجي سعد: رجل ببورسعيد